# Дворжак, Радек
Ра́дек Дво́ржак (чеш. Radek Dvořák; род. 9 марта 1977, Табор, Чехословакия) — чешский хоккеист, нападающий. Трёхкратный чемпион мира. Успел поиграть за восемь разных клубов в НХЛ. Всего за карьеру провёл 1260 матчей в регулярных сезонах НХЛ и занимает по этому показателю четвёртое место среди чешских хоккеистов после Яромира Ягра, Романа Гамрлика и Бобби Холика. Является рекордсменом среди чешских хоккеистов по голам (24), забитым в численном меньшинстве в регулярных чемпионатах НХЛ. 
В январе 2015 года объявил о завершении карьеры.

## Игровая карьера
Начал свою карьеру в 1993 году в клубе чешской Экстралиги «Ческе Будеёвице». В родной команде стал бронзовым призером чемпионата Чехии 1995 года. В сезоне 2004/05, во время локаута в НХЛ, помог «Ческе Будеёвице» выйти в Экстралигу, победив со счетом 4:1 в серии переходных игр «Дуклу Йиглава».
На Драфте НХЛ 1995 был выбран клубом «Флорида Пантерз» в первом раунде под общим 10-м номером.
Дебютировал за «Пантерз» 7 октября 1995 года в игре с «Нью-Джерси Девилз». 2 ноября 1995 года забросил свою первую шайбу в НХЛ, поразив ворота «Филадельфии Флайерз».
30 декабря 1999 года «Флорида» обменяла Дворжака в «Сан-Хосе Шаркс» на Майка Вернона и выбор в 3-м раунде драфта НХЛ 2000. В тот же день «Сан-Хосе» обменял Дворжака в «Нью-Йорк Рейнджерс» на Тодда Харви и выбор в 4-м раунде драфта 2000 года.
Самым удачным сезоном Дворжака в НХЛ стал сезон 2000/01. Играя за «Нью-Йорк Рейнджерс», он набрал 67 очков (31 гол и 36 передач) в чешской тройке с Петром Недведом и Яном Главачем, установив свои личные рекорды за карьеру по голам, передачам и очкам за один сезон.
Дважды выходил в финал кубка Стэнли: в 1996 году с «Флоридой» и спустя 10 лет, в 2006 году, с «Эдмонтоном».
Трижды в своей заокеанской карьере Радек Дворжак делал хет-трики. Первый хет-трик он сделал в игре с «Нэшвилл Предаторз» 31 января 2000 года, выступая за нью-йоркских «Рейнджерс». В последний раз в матче с «Питтсбург Пингвинз» 3 января 2010 года, он забросил 3 шайбы и помог «Флориде» одержать победу со счётом 6:2.
7 декабря 2009 года Дворжак сыграл свой 1000-й матч в регулярных чемпионатах НХЛ.
Со сборной Чехии три раза выигрывал золотые медали чемпионатов мира (в 1999, 2001 и 2005 годах). Также принимал участие на Олимпийских играх 2002 года в Солт-Лейк Сити и на Кубке мира 2004 года.
Дворжак стал одним из главных героев чемпионата мира 1999 года. В полуфинальной игре с Канадой при счете 3:4 забросил 2 шайбы в течение одной минуты в 3-м периоде.
На чемпионате мира 2005 года в Вене стал автором решающей шайбы в овертайме полуфинальной игры со Швецией. Также в составе чешской сборной участвовал на чемпионате мира 2004 года в Праге, где стал лучшим ассистентом турнира.
Всего за карьеру в сборной и клубах провел 1452 игры, набрал 739 (287+452) очков.

## Достижения
- Финалист Кубка Стэнли (1996, 2006)
- Трёхкратный чемпион мира (1999, 2001, 2005)
- Бронзовый призер чемпионата Чехии (1995)
- Бронзовый призер чемпионата Европы среди юниоров (1994)

## Статистика

### Клубная
| 1993-94     | HC České Budějovice | CZE         | 8    | 0   | 0   | 0   | 0   | —  | — | —  | —  | —  |
| 1994-95     | HC České Budějovice | CZE         | 10   | 3   | 5   | 8   | 2   | 9  | 5 | 1  | 6  | 2  |
| 1995-96     | Florida Panthers    | NHL         | 77   | 13  | 14  | 27  | 20  | 16 | 1 | 3  | 4  | 0  |
| 1996-97     | Florida Panthers    | NHL         | 78   | 18  | 21  | 39  | 30  | 3  | 0 | 0  | 0  | 0  |
| 1997-98     | Florida Panthers    | NHL         | 64   | 12  | 24  | 36  | 33  | —  | — | —  | —  | —  |
| 1998-99     | Florida Panthers    | NHL         | 82   | 19  | 24  | 43  | 29  | —  | — | —  | —  | —  |
| 1999-00     | Florida Panthers    | NHL         | 35   | 7   | 10  | 17  | 6   | —  | — | —  | —  | —  |
| 1999-00     | New York Rangers    | NHL         | 46   | 11  | 22  | 33  | 10  | —  | — | —  | —  | —  |
| 2000-01     | New York Rangers    | NHL         | 82   | 31  | 36  | 67  | 20  | —  | — | —  | —  | —  |
| 2001-02     | New York Rangers    | NHL         | 65   | 17  | 20  | 37  | 14  | —  | — | —  | —  | —  |
| 2002-03     | New York Rangers    | NHL         | 63   | 6   | 21  | 27  | 16  | —  | — | —  | —  | —  |
| 2002-03     | Edmonton Oilers     | NHL         | 12   | 4   | 4   | 8   | 14  | 4  | 1 | 0  | 1  | 0  |
| 2003-04     | Edmonton Oilers     | NHL         | 78   | 15  | 35  | 50  | 18  | —  | — | —  | —  | —  |
| 2004-05     | HC České Budějovice | CZE.1       | 32   | 23  | 35  | 58  | 18  | 16 | 5 | 13 | 19 | 20 |
| 2005-06     | Edmonton Oilers     | NHL         | 64   | 8   | 20  | 28  | 26  | 16 | 0 | 2  | 2  | 4  |
| 2006-07     | St. Louis Blues     | NHL         | 82   | 10  | 27  | 37  | 48  | —  | — | —  | —  | —  |
| 2007-08     | Florida Panthers    | NHL         | 67   | 8   | 9   | 17  | 16  | —  | — | —  | —  | —  |
| 2008-09     | Florida Panthers    | NHL         | 81   | 15  | 21  | 36  | 42  | —  | — | —  | —  | —  |
| 2009-10     | Florida Panthers    | NHL         | 76   | 14  | 18  | 32  | 20  | —  | — | —  | —  | —  |
| 2010-11     | Florida Panthers    | NHL         | 53   | 7   | 14  | 21  | 20  | —  | — | —  | —  | —  |
| 2010-11     | Atlanta Thrashers   | NHL         | 13   | 0   | 1   | 1   | 4   | —  | — | —  | —  | —  |
| 2011-12     | Dallas Stars        | NHL         | 73   | 4   | 17  | 21  | 12  | —  | — | —  | —  | —  |
| 2012-13     | HC Davos            | NLA         | 7    | 3   | 4   | 7   | 2   | 7  | 1 | 1  | 2  | 2  |
| 2012-13     | Анахайм Дакс        | NHL         | 9    | 4   | 0   | 4   | 2   | —  | — | —  | —  | —  |
| 2013/14     | Каролина Харрикейнс | NHL         | 60   | 4   | 5   | 9   | 3   | —  | — | —  | —  | —  |
| Всего в НХЛ | Всего в НХЛ         | Всего в НХЛ | 1260 | 227 | 363 | 590 | 449 | 39 | 2 | 5  | 7  | 4  |

### Международная
```
                                        
Сезон    Команда                  Турнир     И    Г    П    О   Шт
-------------------------------------------------------------------
1994     Чехия                     ЮЧЕ       5    2    3    5    6
1995     Чехия                     ЮЧЕ       5    4    3    7    6
1999     Чехия                      ЧМ      10    4    4    8    6
2001     Чехия                      ЧМ       9    4    4    8    8
2002     Чехия                      ОИ       4    0    0    0    0
2004     Чехия                      ЧМ       7    0    7    7   16
2004     Чехия                      КМ       4    1    0    1    0
2005     Чехия                      ЧМ       9    1    1    2    4
-------------------------------------------------------------------
        Всего на ЮЧЕ                        10    6    6   12   12
        Всего на ОИ                          4    0    0    0    0
        Всего на КМ                          4    1    0    1    0
        Всего на ЧМ                         35    9   16   25   34  
```

## Личная жизнь
Женат, с женой Иреной имеет двух сыновей: Адама и Алекса. Живёт с семьёй во Флориде.